# Sliptrick Records
Sliptrick Records ist ein im Jahr 2007 bzw. 2008 in den Vereinigten Staaten gegründetes, inzwischen in Lettland ansässiges Metal-Label.

## Geschichte
Gegründet wurde Sliptrick Records im Jahr 2007 bzw. 2008 in den Vereinigten Staaten. Ein Büro befindet sich überdies in Kanada und besitzt ein Warenlager in Italien.
Im Jahr 2014 wurde der Unternehmenssitz in die lettische Stadt Liepāja verlegt. Der Fokus des Musiklabels liegt auf vielversprechende Debütanten aus den verschiedensten Spielarten der Rockmusik und des Metal. Im Jahr 2018 umfasste der Label-Katalog rund 350 Veröffentlichungen. Zu den bekannteren Gruppen, die bei Sliptrick Werke veröffentlicht haben zählen Lovebites, Doll$Boxx, Mary’s Blood, Saber Tiger, The Slot, Stigmata und Veonity.
Das Label startete mit Deadpulse.com einen eigenen Mailorder. Im Jahr 2018 hatte das Label 15 vollwertige Mitarbeiter.

## Kritik
Einige Künstler warnen aufgrund schlechter Erfahrungen vor der Unterzeichnung eines Vertrages mit Sliptrick Records. Sie alle werfen dem Label Vertragsverletzungen vor. Betreffende Kommentare finden sich auf Social-Media-Seiten verschiedener Künstler. Auf X kommentieren Künstler öffentlich ihre Erfahrungen mit Sliptrick Records.